# Reinhard von Solms zu Lich

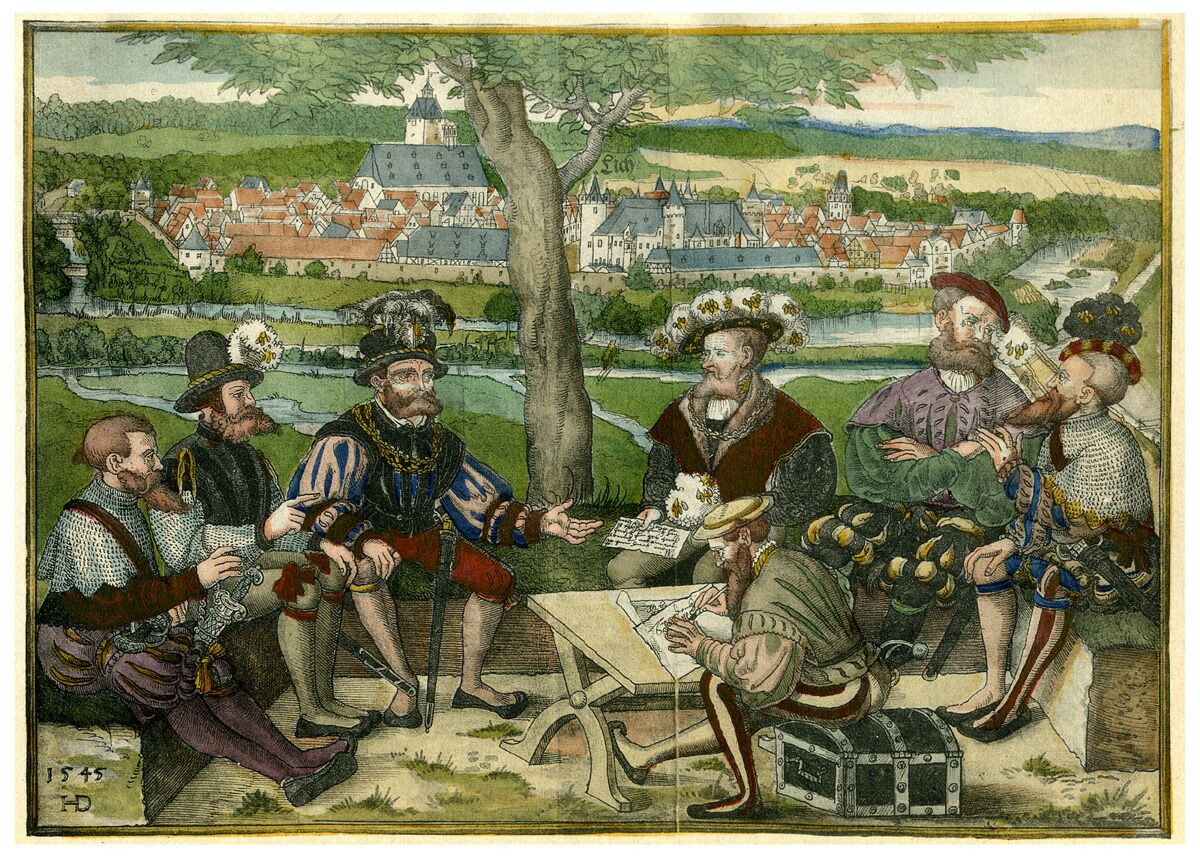
Rådslag mellan krigsherrar under Reinard von Solms, framför staden Lich, 1545, av Hans Döring

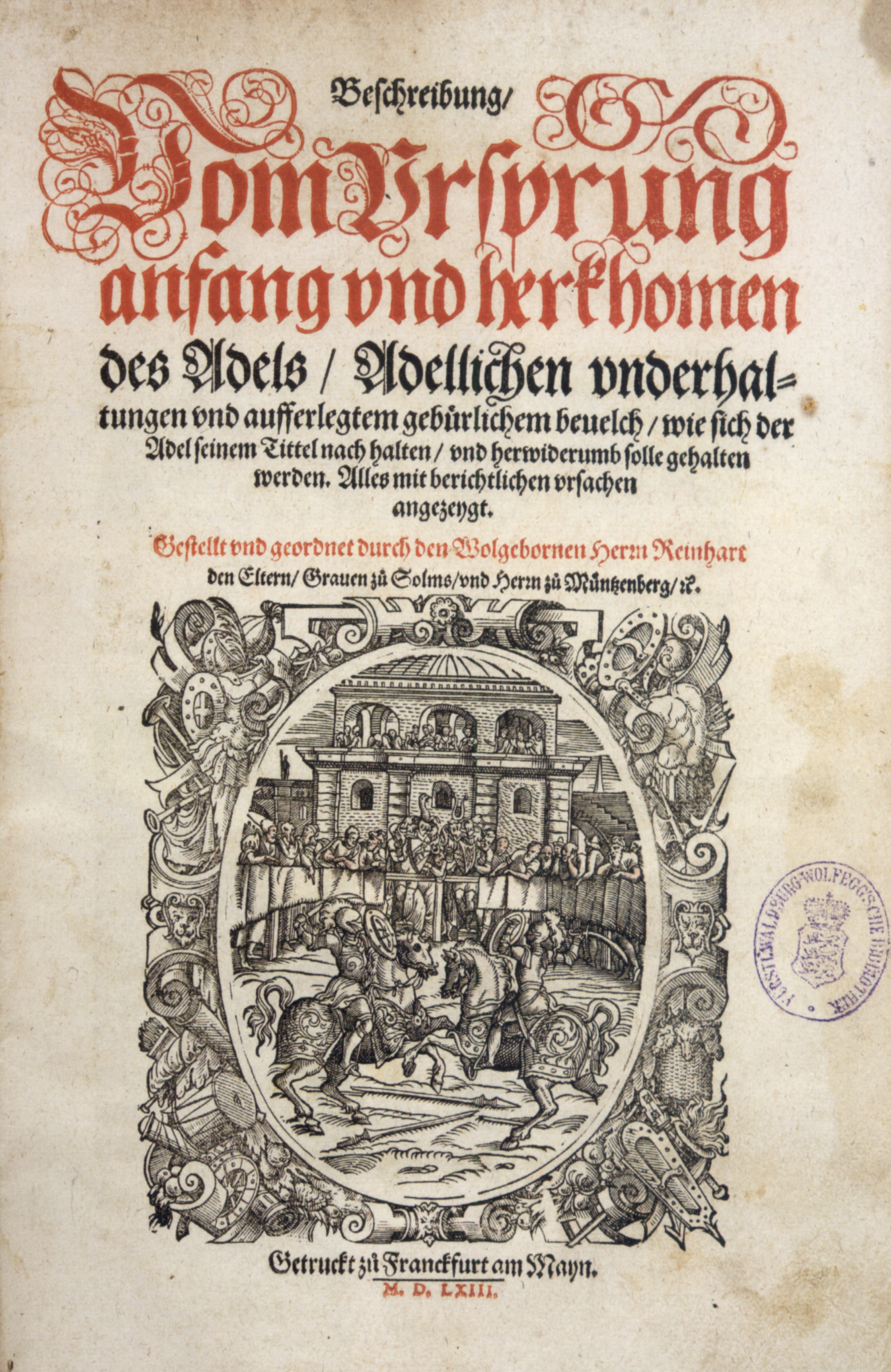
Reinhard zu Solms: Vom Ursprung anfang vnd herkhomen, 1563

Reinhard von Solms zu Lich, född 12 oktober 1491 på slottet Lich i staden Lich, död 23 september 1562, var en tysk greve, fältherre, militäringenjör och militärteoretiker.

## Levnad
Reinhard von Solms var son till greve Philipp von Solms zu Lich (1468–1544). Han var mellan 1516 och 1522 i Franz von Sickingens följe, men drog sig sedan ur tidens politisk-religiösa konflikter. Först i ett fälttåg 1534 mot Täuferreich von Münster i Münster var han åter engagerad i en större militär aktion. Tillsammans med sin far deltog han i samband med belägringen av Münster i tidens militärteknologiska utveckling.
Reinhards far hade redan 1507 påbörjat en modernisering av befästningarna i grevskapets residensstad Lich och greve Reinhard fullföljde denna. Omkring 1530 började han en utbyggnad av staden Hanaus befästningar med jordvallar på murade grunder framför den medeltida stadsmuren. Åren 1539–1542 och åter 1560 arbetade Reinhard von Solms med utbyggnaden av den bayerska fästningen Ingolstadt för att den skulle kunna stå emot det nyutvecklade artilleriet. Han arbetade med befästningsförbättringar för en rad andra städer.
Från tidigt 1540-tal engagerade sig Reinhard von Solms mer och mer på Karl V:s sida mot oppositionella furstar. Han ledde i det kejserliga fälttåget mot Frankrike 1544 bombardemanget av Saint-Dizier vid Marne. År 1546 blev han kejserlig fältmarskalk, 1547 kejserlig överbefälhavare i Frankfurt am Main och 1558 kejserlig rådsherre.
Från 1530-talet sysslade Reinhard von Solms med skriftställeri framför allt om militärteoretiska frågor och fästningsbyggeri.

## Verk
- Eyn gesprech eynes alten erfarnen kriegßmans vnd bawmeysters mit eynem jungen hauptmann: welcher massen eyn vester bawe fürzunemen vnd mit nütz des herren mög vollenfürt werden, Mainz 1535
- Ein Kürtzer Auszug unnd ueberschlag, Einen Baw anzustellen, Köln 1556
- Kriegsordnungen (tillsammans med Konrad von Boyneburg), eget tryck, Lich 1559/60
- Besatzung. Ejn kurtzer Bericht wie Stätt Schlösser oder Flecken mit kriegsvolck soll besetzt sein, Frankfurt am Main 1653
- Beschreibung Vom Ursprung, anfang und herkhomen des Adels, Adelichen underhaltungen und aufferlegtem gebürlichem bevelch, wie sich der Adel seinem Tittel nach halten und herwiderumb solle gehalten werden, Frankfurt/Main 1553 och 1564.[5]
- Ein Kriegsordenong. Von allen ampter des Kriegs, wie die Versechen, bestöllt und regiertt werden sollen, und was einer Jeden Person zu thun geboren will, ein jedes mit seiner Figuern besonders anngezeigtt und beschrieben, manuskript, färdigställt 1545